# Johann Deing
Johann Deing (* 18. Juni 1901 in Bocholt; † 7. Juli 1975) war ein deutscher Politiker und Geschäftsführer der Deutschen Zentrumspartei.

## Leben
Deing machte nach dem Besuch der Volksschule zunächst eine Ausbildung in der Landwirtschaft. Seit 1921 war er Mitglied der Zentrumspartei. Zwischen 1926 und 1928 besuchte er die Staatliche Fachschule für Wirtschaft und Verwaltung in Düsseldorf. Anschließend war er bis 1934 hauptberuflicher Sekretär der katholischen Arbeitervereine von Bocholt und Rheine. 
Nach dem Beginn der nationalsozialistischen Herrschaft wechselte Deing in die Privatwirtschaft und war Geschäftsführer eines Unternehmens der Sand- und Kiesindustrie. 
Nach dem Zweiten Weltkrieg trat Deing erneut der Zentrumspartei bei. Im Jahr 1946 war er Mitglied des ernannten Provinzialrates für Westfalen. Außerdem gehörte er 1946 zunächst dem ernannten Landtag und zwischen 1949 und 1950 als Nachrücker dem gewählten Landtag von Nordrhein-Westfalen an.